# ヒドゥン・ハンド
『ヒドゥン・ハンド ～中国共産党がどのように世界の形を変えているか暴く～』（隠された手、英語: Hidden Hand: Exposing How the Chinese Communist Party Is Reshaping the World）は、オーストラリア人のクライブ・ハミルトンとマレイケ・オールバーグ (Mareike Ohlberg) が上梓した2020年の著作で、ハミルトンが2018年に上梓した著作『サイレント・インベージョン』（邦題: 目に見えぬ侵略）の追加調査でもある。本書は、「中国共産党が世界的に展開している影響工作と転覆の計画、およびその計画が民主主義にもたらす脅威」について主張を論述している。

## 概略
本書が詳細に説明しているのは、著者が記述する「中国共産党の本質的な性格と浸透が西側世界全体――なかんずく政界、財界、大学、シンクタンク、ないし国連などの国際機関――に影響を及ぼしている。この新興の権威主義勢力は、世界的な野望を追求するために民主主義を利用して民主主義を弱体化させている」という点である。
本書はバランスを欠いているという批判もある。アンドルー・ポッジャーは、『カンバセーション』誌の書評で「ナラティブ（解釈の枠組み）としてレーニン主義的な世界を常に求めてきた一意専心な共産党を中心に据えているが、今日では中国共産党は目標をより効果的に推進するために自国の強大化した経済力を利用している」と書いている。

## 邦訳
2020年12月25日、飛鳥新社より『見えない手 中国共産党は世界をどう作り変えるか』として日本語訳が出版。